# Бёзинген (Ротвайль)
Бёзинген (нем. Bösingen, алем. нем. Baisinga) — коммуна в Германии, в земле Баден-Вюртемберг.
Подчиняется административному округу Фрайбург. Входит в состав района Ротвайль. Население составляет 3499 человек (на 31 декабря 2010 года). Занимает площадь 22,45 км².
Коммуна подразделяется на 2 сельских округа.